# Championnat d'Angleterre féminin de football 2015
Navigation
2014 2016
La FA WSL 2015 est la 24e édition du championnat d'Angleterre féminin de football, la 5e sous le nom de Women's Super League (WSL). 
Le premier niveau du championnat féminin oppose huit clubs anglais. La compétition débute le mercredi 25 mars 2015 et s'achève le lundi 12 octobre 2014.
Les deux premières places du championnat sont qualificatives pour la Ligue des champions féminine de l'UEFA. 
Liverpool et Chelsea, respectivement champion et vice-champion en 2014, sont les représentants anglais en Ligue des champions féminine de l'UEFA 2015-2016.
| \| Arsenal Chelsea Birmingham City Manchester City Bristol Academy Liverpool Notts County Sunderland \| Localisation des clubs engagés dans le championnat. |
| Arsenal Chelsea Birmingham City Manchester City Bristol Academy Liverpool Notts County Sunderland                                                           |

## Participants
Légende des couleurs
- Qualifié pour la phase finale de la Ligue des champions 2015-2016.

| Club            | Localisation   | Stade                     | 2014 WSL finish            |
| --------------- | -------------- | ------------------------- | -------------------------- |
| Arsenal         | Borehamwood    | Meadow Park               | 4th                        |
| Birmingham City | Solihull       | Damson Park               | 3rd                        |
| Bristol         | Filton         | Stoke Gifford Stadium     | 7th                        |
| Chelsea         | Staines        | Wheatsheaf Park           | 2nd                        |
| Manchester City | Manchester     | Manchester Regional Arena | 5th                        |
| Liverpool       | Widnes         | Halton Stadium            | Women's Premier League,1st |
| Notts County    | Nottingham     | Meadow Lane               | 6th                        |
| Sunderland      | Hetton-le-Hole | The Hetton Centre         | promus                     |

## Compétition

### Classement
Le classement est calculé avec le barème de points suivant : une victoire vaut trois points, le match nul un et la défaite zéro.
Les critères utilisés pour départager en cas d'égalité au classement sont les suivants :
1. différence entre les buts marqués et les buts concédés sur la totalité des matchs joués dans le championnat ;
2. plus grand nombre de buts marqués sur la totalité des matchs joués dans le championnat.

| Rang | Équipe          | Pts | J  | G  | N | P  | Bp | Bc | Diff |
| ---- | --------------- | --- | -- | -- | - | -- | -- | -- | ---- |
| 1    | ChelseaC        | 32  | 14 | 10 | 2 | 2  | 30 | 10 | +20  |
| 2    | Manchester City | 30  | 14 | 9  | 3 | 2  | 25 | 11 | +14  |
| 3    | Arsenal         | 27  | 14 | 8  | 3 | 3  | 21 | 13 | +8   |
| 4    | Sunderland      | 20  | 14 | 6  | 2 | 6  | 24 | 24 | 0    |
| 5    | Notts County    | 15  | 14 | 4  | 3 | 7  | 20 | 20 | 0    |
| 6    | Birmingham City | 13  | 14 | 3  | 4 | 7  | 7  | 14 | -7   |
| 7    | LiverpoolT      | 13  | 14 | 4  | 1 | 9  | 15 | 24 | -9   |
| 8    | Bristol         | 8   | 14 | 2  | 2 | 10 | 12 | 38 | -26  |

| Légende : | Légende : |
| --------- | --- |
|           | Qualifié pour la Ligue des champions 2016-2017 |
|           | T : Tenant du titre. C : Vainqueur de la FA Cup 2015. Pts points ; G victoires ; N match nuls ; P défaites Bp buts marqués ; Bc buts encaissés ; Diff différence de buts |

### Résultats
| Résultats (▼dom., ►ext.)                                   | ARS  | BIR | BRI | CHE | LIV | MNC | NTC | SUN |
| Arsenal                                                    |      | 1-0 | 2-0 | 0-2 | 1-3 | 2-3 | 2-1 | 4-1 |
| Birmingham City                                            | 0-1  |     | 0-0 | 0-1 | 1-0 | 0-0 | 0-0 | 1-1 |
| Bristol                                                    | 1-1  | 0-3 |     | 0-4 | 4-2 | 0-3 | 2-5 | 1-4 |
| Chelsea                                                    | 0-0  | 4-0 | 4-1 |     | 1-0 | 1-2 | 2-1 | 4-0 |
| Liverpool                                                  | 0-2  | 2-1 | 2-0 | 0-4 |     | 2-1 | 1-2 | 1-2 |
| Manchester City                                            | 0-1  | 1-0 | 6-1 | 1-1 | 2-0 |     | 2-1 | 1-0 |
| Notts County                                               | 1- 1 | 0-1 | 0-1 | 1-2 | 1-0 | 2-2 |     | 4-2 |
| Sunderland                                                 | 1-3  | 3-0 | 2-1 | 4-0 | 2-2 | 0-1 | 2-1 |     |
| - Victoire à domicile - Match nul - Victoire à l'extérieur |      |     |     |     |     |     |     |     |

## Classement des buteuses
| Rang | Joueuse             | Club            | Buts |
| ---- | ------------------- | --------------- | ---- |
| 1    | Beth Mead           | Sunderland      | 12   |
| 2    | Jess Clarke         | Notts County    | 7    |
| 2    | Natalia Pablos      | Arsenal         | 7    |
| 4    | Eniola Aluko        | Chelsea         | 6    |
| 4    | Isobel Christiansen | Manchester City | 6    |
| 4    | Gemma Davison       | Chelsea         | 6    |
| 4    | Toni Duggan         | Manchester City | 6    |
| 4    | Chioma Ubogagu      | Arsenal         | 6    |
| 4    | Rachel Williams     | Notts County    | 6    |
| 10   | Karen Carney        | Birmingham City | 5    |
| 10   | Ji So-yun           | Chelsea         | 5    |

## Bilan de la saison
| Championnat d'Angleterre féminin de football 2015 |                         |
| Champion                                          | Chelsea (1er titre)     |
| Dauphin                                           | Manchester City         |
| Coupes et trophées                                |                         |
| Vainqueur de la Coupe d'Angleterre 2015           | Chelsea                 |
| Qualifications continentales                      |                         |
| Ligue des champions 2016-2017                     | Chelsea                 |
| Ligue des champions 2016-2017                     | Manchester City         |
| Promotions et relégations                         |                         |
| Promus en WSL 1                                   | Doncaster Rovers Belles |
| Promus en WSL 1                                   | Reading                 |
| Relégués en WSL 2                                 | Bristol                 |